# Shonda Rhimes
Shonda Lynn Rhimes (Chicago, 13 gennaio 1970) è una sceneggiatrice e produttrice televisiva statunitense.
Divenuta famosa per essere l'ideatrice, sceneggiatrice e produttrice esecutiva della serie televisiva Grey's Anatomy (2005-presente), del suo spin-off Private Practice (2007-2013) e della serie thriller Scandal (2012-2018), è la prima donna ad aver realizzato tre serie televisive che hanno raggiunto il traguardo dei 100 episodi.
È stata produttrice esecutiva della serie Le regole del delitto perfetto (2014-2020) e dal 2020 delle serie Netflix Bridgerton e ideatrice dello spin-off La regina Carlotta: Una storia di Bridgerton. Grazie al suo lavoro è stata candidata cinque volte ai Primetime Emmy Award, ha vinto un Golden Globe Award e ha ricevuto riconoscimenti speciali ai British Academy Television Awards e agli International Emmy Awards.
Rhimes è stata inserita nella Television Hall of Fame e nella NAB Broadcasting Hall of Fame, e dal 2017 è membro votante nel comitato esecutivo dell'Academy of Television Arts & Sciences, oltre che essere membro dell'USC School of Cinematic Arts e della Writers Guild Inclusion Committee.
Nel 2007, 2013 e 2021 è stata inserita nella lista delle 100 persone più influenti del mondo dalla rivista TIME. Ha fondato e dirige la casa di produzione televisiva ShondaLand, divenendo una delle donne dello spettacolo più ricche d'America, con un patrimonio netto di 250 milioni di dollari.

## Biografia
Shonda Rhimes cresce nella zona residenziale del Park Forest South (parco universitario) a Chicago. Entrambi i suoi genitori lavoravano nel mondo accademico: suo padre nell'amministrazione dell'ateneo e sua madre come professoressa. È la più giovane di 6 figli: ha tre sorelle e due fratelli.
Da giovane frequenta la Marian Catholic High School a Chicago Heights, Illinois. Si iscrive poi al Dartmouth College e consegue il titolo di bachelor (laurea triennale) nel 1991. Parecchi anni dopo consegue un master in Belle arti alla scuola di cinema e televisione della University of Southern California. È sempre stata single e sta crescendo da sola tre figlie: Harper (adottata nel 2003), Emerson Pearl (adottata nel 2011) e Beckett (avuta nel 2013 tramite gestazione per altri).

### Carriera
La Rhimes, inizialmente, fatica molto a trovare un ingaggio dopo la laurea. Per un certo periodo, vive con sua sorella a San Francisco e lavora nel settore pubblicitario. Successivamente lavora come amministratrice d'ufficio e poi come consulente in un job center che forma persone malate e senza casa. Finalmente comincia ad affermarsi sul mercato e vende parecchi scritti. Il suo esordio di scrittrice/regista è nel 1997 con il piccolo film Blossoms and Veils. Viene assunta per scrivere il copione per il film della HBO Vi presento Dorothy Dandridge. Dopo il successo di critica e di incassi del film, la Rhimes viene ingaggiata per scrivere Crossroads - Le strade della vita e Principe azzurro cercasi. Nel 2007 vince il Golden Globe per la miglior serie drammatica per Grey's Anatomy, la serie TV in onda dal 2005 sulla rete ABC della The Walt Disney Company.
La Rhimes ha inoltre creato le serie televisive Private Practice (spin-off di Grey's Anatomy) e Scandal ed è anche produttrice di Off the Map, Le regole del delitto perfetto, The Catch, Still Star-Crossed, Station 19 (secondo spin-off di Grey's Anatomy) e For the People.
Nel 2017 dopo dodici anni Rhimes non rinnova il contratto con la The Walt Disney Company, proprietaria della ABC. Il 14 agosto 2017 è stato annunciato che era stato firmato un accordo di sviluppo pluriennale esclusivo tra la casa di produzione ShondaLand di Rhimes e il servizio di streaming on demand Netflix, con inoltre l'acquisto dei diritti delle precedenti stagioni di Grey's Anatomy e Scandal. La prima serie televisiva prodotta è Bridgerton, uscita nel 2020 e divenuta la serie più vista di sempre nella piattaforma, tanto da realizzarne tre stagioni al 2024. Nel 2021 il contratto viene ampliato per ideazione di dodici produzioni; nello stesso anno viene prodotta la serie Inventing Anna. Nell'aprile 2022 viene annunciata la produzione della serie TV La regina Carlotta: Una storia di Bridgerton ideata da Rhimes, come spin-off di Bridgerton.

## Riconoscimenti
British Academy Television Awards
- 2017 – Premio speciale alla carriera[18]

Golden Globe
- 2006 – Candidatura alla miglior serie drammatica per Grey's Anatomy
- 2007 – Miglior serie drammatica per Grey's Anatomy
- 2008 – Candidatura alla miglior serie drammatica per Grey's Anatomy

International Emmy Award
- 2016 – Founders Award

Primetime Emmy Awards
- 2006 – Candidatura alla miglior serie drammatica per Grey's Anatomy
- 2006 – Candidatura alla miglior sceneggiatura per una serie drammatica per Grey's Anatomy
- 2007 – Candidatura alla miglior serie drammatica per Grey's Anatomy
- 2021 – Candidatura alla miglior serie drammatica per Bridgerton
- 2022 – Candidatura alla miglior serie drammatica per Inventing Anna

Black Reel Awards
- 2005 – Candidatura alla migliore sceneggiatura adattata o originale per The Princess Diaries 2: Royal Engagement
- 2023 – Candidatura alla miglior serie drammatica per La regina Carlotta: Una storia di Bridgerton
- 2023 – Miglior sceneggiatura per una serie drammatica per La regina Carlotta: Una storia di Bridgerton
- 2024 – Diahann Carroll Executive Award[19]

Costume Designers Guild Awards
- 2021 – Distinguished Collaborator Award[20]

Directors Guild of America Award
- 2014 – DGA Diversity Award[21]

GLAAD Media Awards
- 2016 – Golden Gate Award

NAACP Image Award
- 2006 – Miglior serie drammatica per Grey's Anatomy
- 2007 – Miglior serie drammatica per Grey's Anatomy
- 2007 – Miglior sceneggiatura per una serie drammatica per Grey's Anatomy
- 2008 – Miglior serie drammatica per Grey's Anatomy
- 2008 – Miglior sceneggiatura per una serie drammatica per Grey's Anatomy
- 2008 – Candidatura alla miglior sceneggiatura per una serie drammatica per Private Practice
- 2009 – Miglior serie drammatica per Grey's Anatomy
- 2009 – Miglior sceneggiatura per una serie drammatica per Grey's Anatomy
- 2010 – Candidatura alla miglior serie drammatica per Grey's Anatomy
- 2011 – Miglior serie drammatica per Grey's Anatomy
- 2011 – Miglior sceneggiatura per una serie drammatica per Private Practice
- 2013 – Candidatura alla miglior sceneggiatura per una serie drammatica per Grey's Anatomy
- 2013 – Candidatura alla miglior sceneggiatura per una serie drammatica per Scandal
- 2015 – Candidatura all'entertainer dell'anno
- 2016 – Candidatura all'entertainer dell'anno
- 2024 – Miglior serie drammatica per La regina Carlotta: Una storia di Bridgerton

Peabody Award
- 2016 – Peabody Award per ShondaLand

Producers Guild of America Awards
- 2005 – Candidatura alla miglior serie drammatica per Grey's Anatomy
- 2006 – Miglior serie drammatica per Grey's Anatomy
- 2007 – Candidatura alla miglior serie drammatica per Grey's Anatom
- 2017 – Norman Lear Achievement Award
- 2021 – Candidatura alla miglior serie drammatica per Bridgerton

Writers Guild of America Award
- 2005 – Miglior serie esordiente per Grey's Anatomy
- 2005 – Candidatura alla miglior serie drammatica per Grey's Anatom
- 2006 – Candidatura alla miglior serie drammatica per Grey's Anatom
- 2015 – Laurel Award for TV Writing Achievement
- 2021 – Miglior miniserie drammatica per La regina Carlotta: Una storia di Bridgerton